# 網島町
網島町（あみじまちょう）は、大阪府大阪市都島区にある町名。丁番を持たない単独町名である。

## 地理
大阪市都島区の南西部に位置する。南は片町、東は東野田町、北は国道1号（曽根崎通）を挟んで中野町、西は旧淀川（大川）を挟んで北区天満にそれぞれ接する。
地内の西側の大川沿いは、藤田財閥の総帥である藤田男爵家の敷地の一部を藤田邸跡公園として整備しており、近隣には藤田美術館や太閤園、大阪市公館などがある。公園の東側にはJR東西線の大阪城北詰駅がある。

### 河川
- 旧淀川（大川）

## 歴史

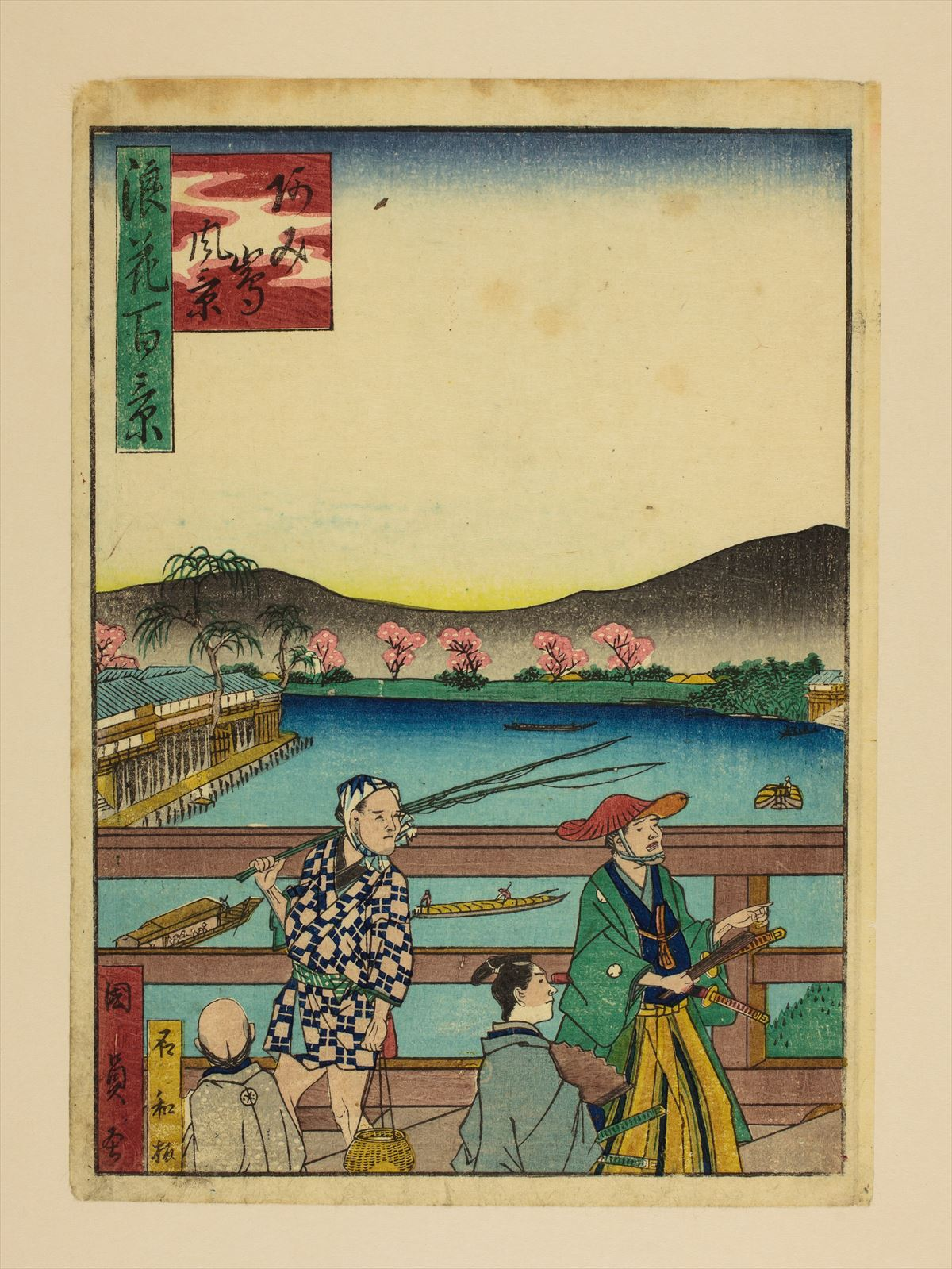
あみ嶋風景（浪花百景）
1800年代。歌川國員/画

### 地名の由来
古くからの漁村で、網が干されていたことが由来である。
元は島下郡吹田村・東成郡野田村の網干場だったが、寛文年間に大坂三郷北組へ編入されて網島町が成立した。1771年（明和8年）に大川の下流側に隣接する備前島町において、大川と寝屋川・鯰江川合流地点の逆流を防止するために将棊島（しょうぎじま）と呼ばれる堤防が築かれた。
1872年（明治5年）に備前島町を編入し、1879年（明治12年）より北区所属となった。
1930年（昭和5年）に寝屋川改修工事によって将棊島が分断された。旧河道が埋め立てられて上町側と地続きになった将棊島は、1933年（昭和8年）に東区京橋1 - 2丁目（現：中央区大手前1丁目・天満橋京町）へ編入された。
1943年（昭和18年）に新設された都島区へ転属。1968年（昭和44年）に東野田町の南西部を編入し、現在の町域となった。

## 世帯数と人口
2019年（平成31年）3月31日現在の世帯数と人口は以下の通りである。
| 町丁   | 世帯数  | 人口    |
| ------ | ------- | ------- |
| 網島町 | 787世帯 | 1,244人 |

### 人口の変遷
国勢調査による人口の推移。
| 1995年（平成7年）  | 1,334人 | [ 6 ]  |  |
| 2000年（平成12年） | 1,254人 | [ 7 ]  |  |
| 2005年（平成17年） | 1,146人 | [ 8 ]  |  |
| 2010年（平成22年） | 1,308人 | [ 9 ]  |  |
| 2015年（平成27年） | 1,291人 | [ 10 ] |  |

### 世帯数の変遷
国勢調査による世帯数の推移。
| 1995年（平成7年）  | 602世帯 | [ 6 ]  |  |
| 2000年（平成12年） | 628世帯 | [ 7 ]  |  |
| 2005年（平成17年） | 620世帯 | [ 8 ]  |  |
| 2010年（平成22年） | 750世帯 | [ 9 ]  |  |
| 2015年（平成27年） | 753世帯 | [ 10 ] |  |

## 学区
市立小・中学校に通う場合、学区は以下の通りとなる。なお、小学校・中学校入学時に学校選択制度を導入しており、通学区域以外に都島区の小学校・中学校から選択することも可能。
| 番・番地等 | 小学校             | 中学校             |
| ---------- | ------------------ | ------------------ |
| 全域       | 大阪市立桜宮小学校 | 大阪市立桜宮中学校 |

## 事業所
2016年（平成28年）現在の経済センサス調査による事業所数と従業員数は以下の通りである。
| 町丁   | 事業所数 | 従業員数 |
| ------ | -------- | -------- |
| 網島町 | 48事業所 | 485人    |

## 施設

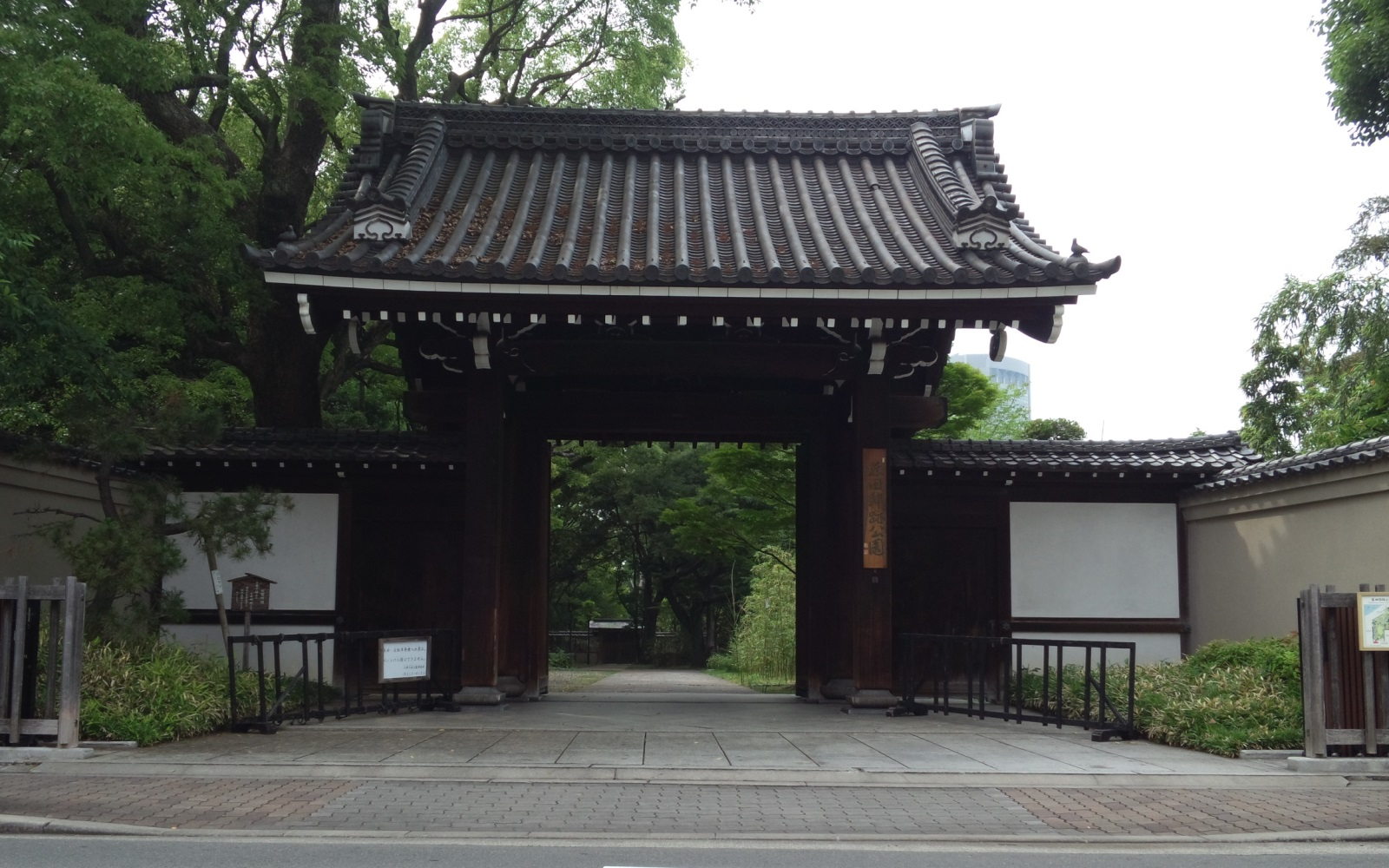
藤田邸跡公園（旧藤田邸表門）
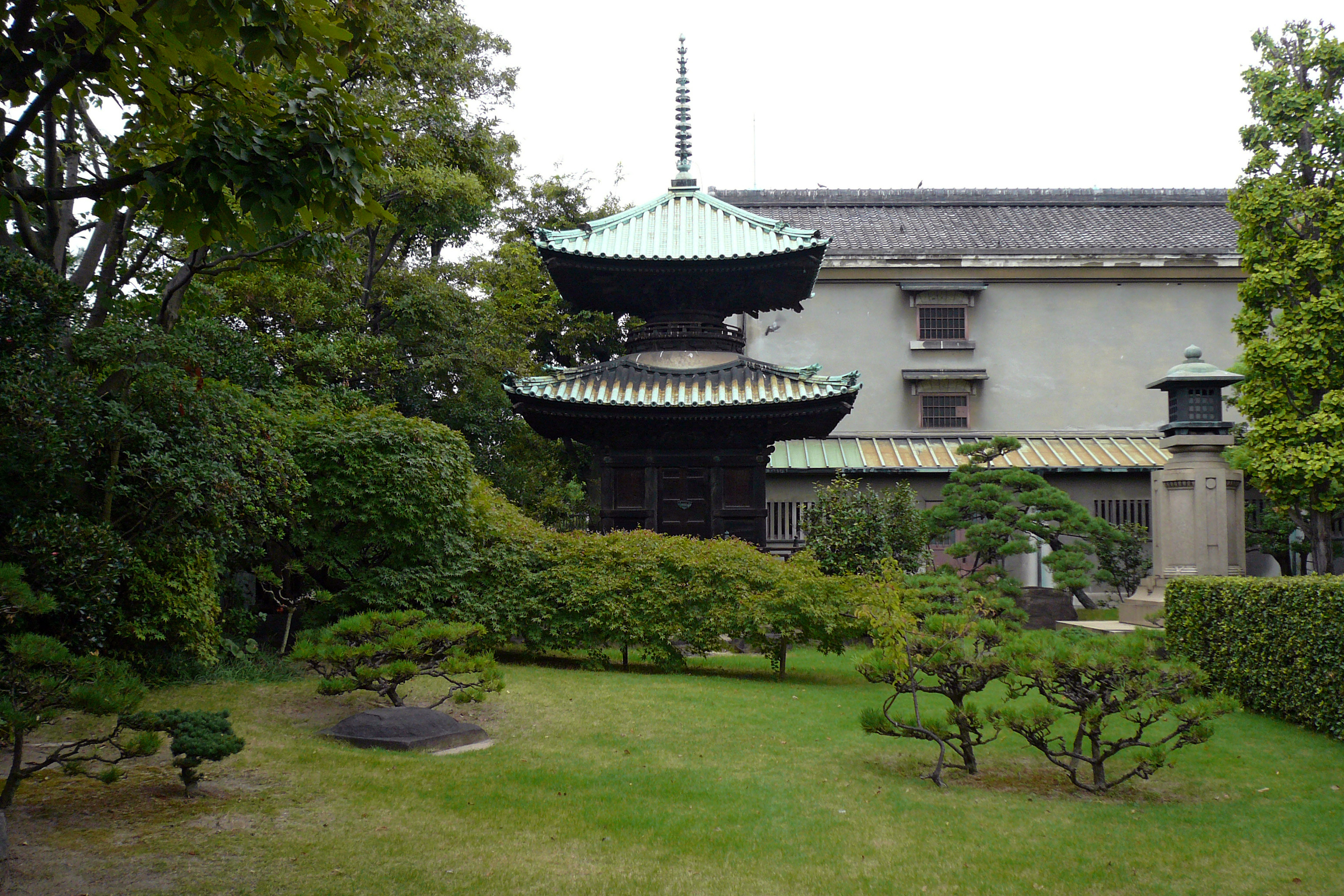
藤田美術館
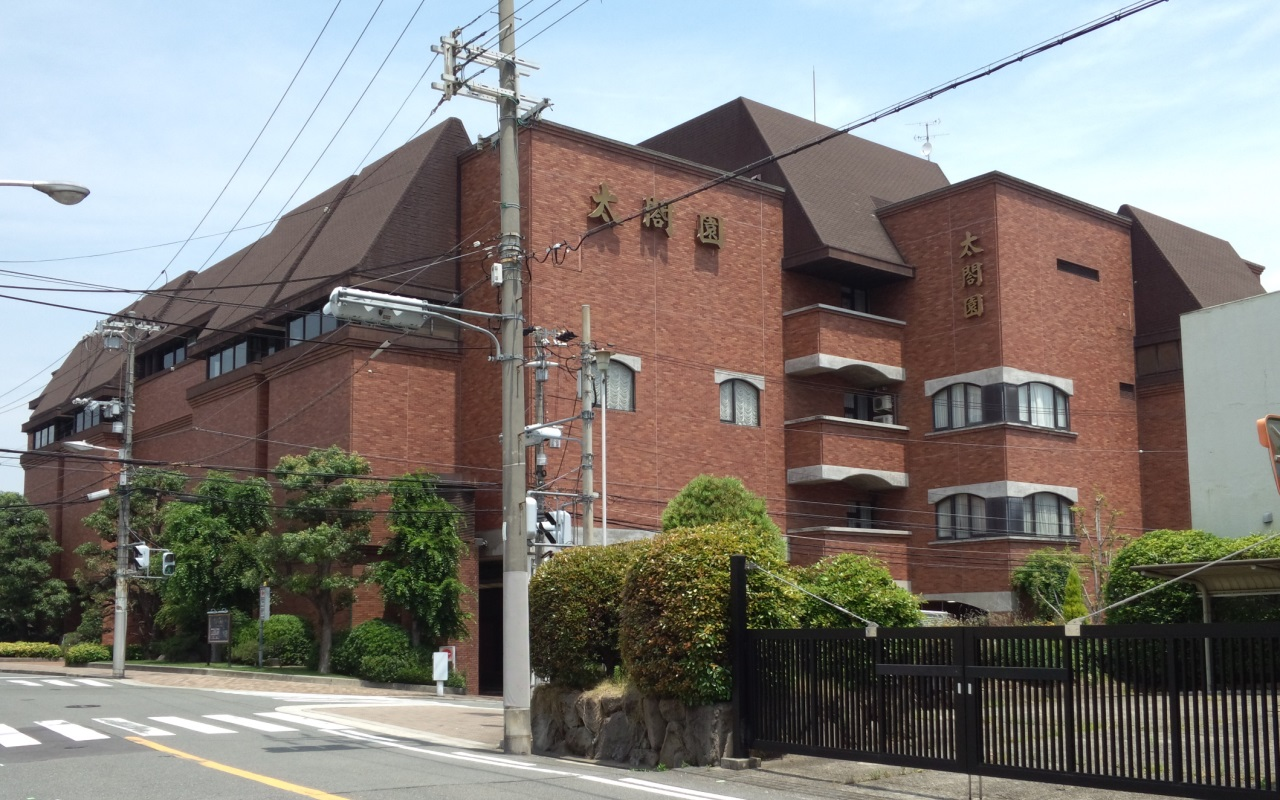
太閤園
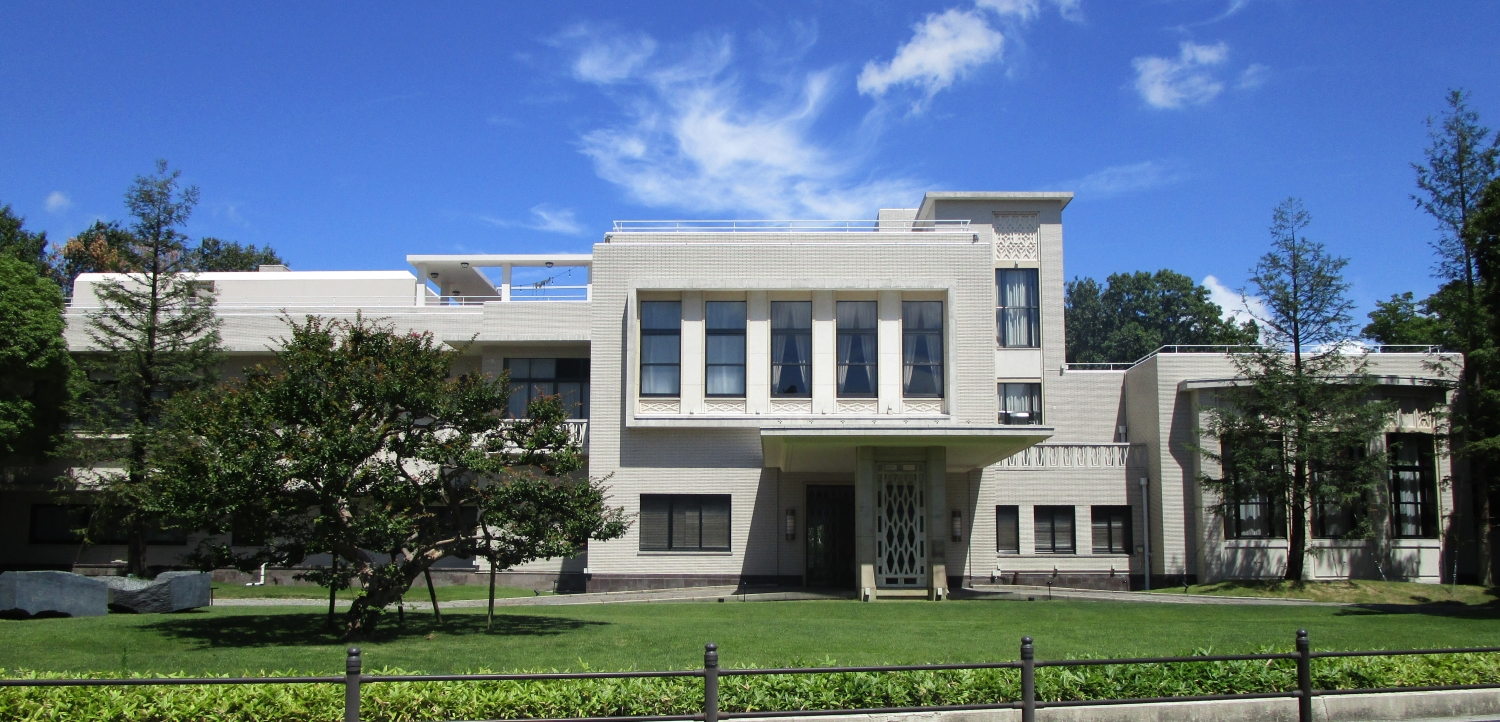
ザ・ガーデンオリエンタル大阪（旧大阪市公館）

### 公共施設
- 大阪市公館
- 藤田美術館
- 太閤園
- 大阪私学会館

### 公園
- 藤田邸跡公園 - 大阪府指定名勝

### 社寺・史跡
- 川崎地蔵尊

### 商業施設
- コーナン 片町店

### かつて存在した施設
- 網島駅 - 1913年に廃駅。
- 備前島橋 - 鯰江川（現在は埋立）に架かっていた橋。公儀橋の一つ。

## 交通

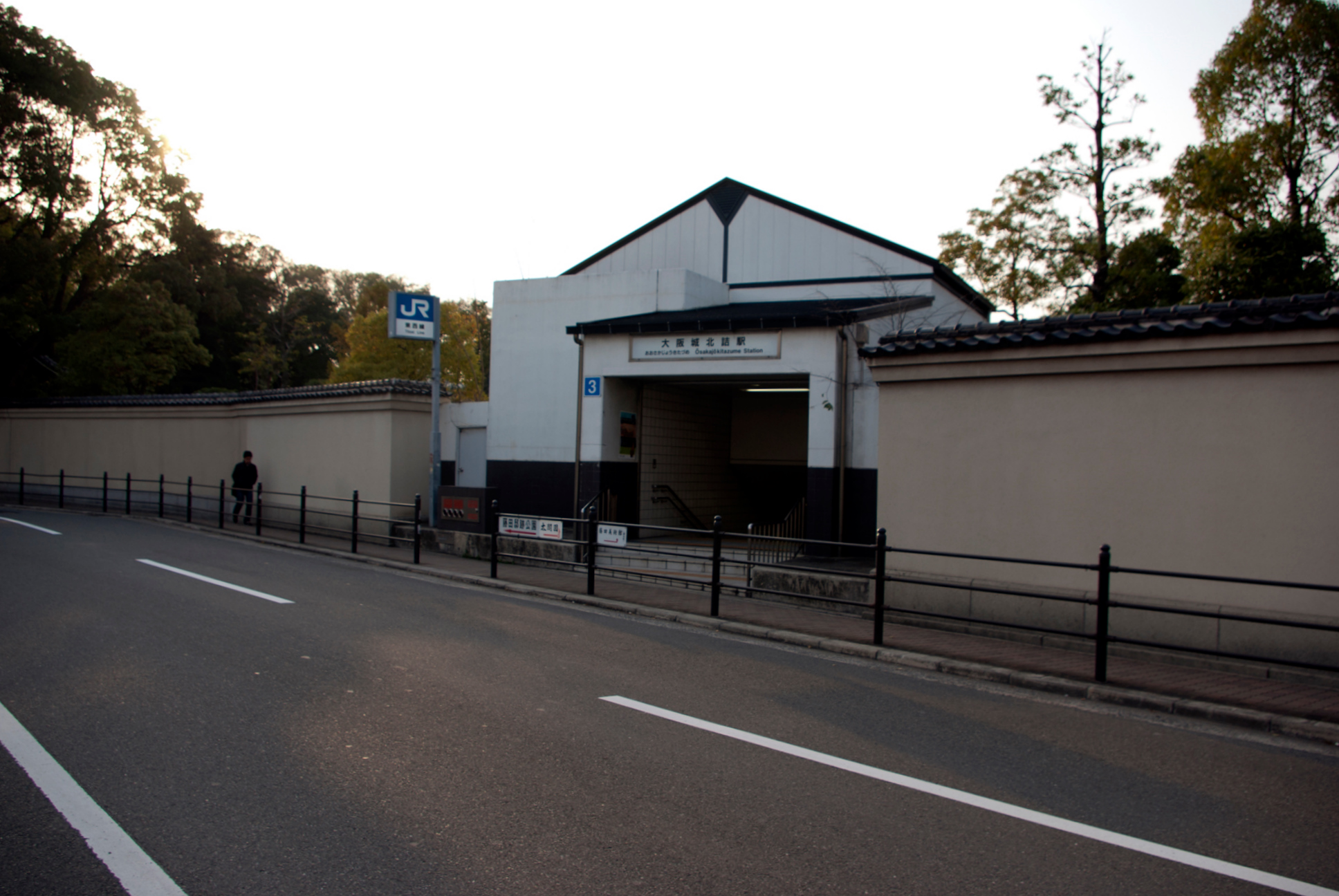
大阪城北詰駅

### 鉄道
- JR西日本 大阪城北詰駅

### 道路
- 国道1号（曽根崎通）
  - 桜宮橋 - 国道1号
  - 川崎橋 - 浪速の名橋50選選定橋
- 大阪市道赤川天王寺線

## その他

### 日本郵便
- 〒534-0026[3]（集配局：都島郵便局[14]）